# 板橋区立板橋第四小学校
板橋区立板橋第四小学校（いたばしくりつ いたばしだいよんしょうがっこう）は、東京都板橋区板橋4丁目に所在する公立小学校。
通称は板四小（いたよんしょう）。

## 概要
1928年（昭和3年）に開校。第1学年から第6学年まであり、13種目の教育を行っている。特別支援学級は設置されていない。

## 沿革
- 1928年（昭和3年）
  - 4月1日 - 東京府北豊島郡板橋第四尋常小学校として開校[2]。
  - 5月6日 - 開校式が行われ、この日が開校記念日となる[3]。
- 1941年（昭和16年） - 東京市板橋第四国民学校に改称。
- 1945年（昭和20年）
  - 5月 - 空襲による校舎焼失のため、板橋第一小学校を借りて授業を行う。
  - 10月 - 場所を東京都立第九中学校（現在の東京都立北園高等学校）に移して授業を行う。
- 1954年（昭和29年）12月2日 - 創立25周年記念により、校歌が制定される。（作詞：西条八十、作曲：古関裕而[3]）
- 1963年（昭和38年） - 防災倉庫併設の校舎完成[4]。

## 教育目標

### 板橋第四小学校の教育目標
板橋第四小学校は以下の教育目標を掲げている。
- 考える子ども
- ねばり強い子ども
- 心ゆたかな子ども

### 板橋第四小学校の学年目標
| 低学年 | ともだちと なかよくする。                         | じぶんで かんがえる。                                | さいごまで がんばる。                        |
| 中学年 | 友だちを思いやり、助け合う。                      | 話をよく聞き、自分の考えをもつ。                     | 決めたことを 最後までやりぬく。              |
| 高学年 | まわりの人のよさを 認め、あたたかい心でかかわる。 | 見通しをもち、自分の考えをまとめ、すすんで発表する。 | 自分の役割を自覚し、責任を持ってやりとげる。 |

## 教育の特色

### 学びのエリア（小中一貫教育）
板橋第四小学校は、『エリアごとに小中学校で話し合って、エリアの特色を踏まえた「めざす子ども像」と、それを実現するための教育の「基本方針」を設定・共有』することを目的に板橋区が推進している学びのエリア（小中一貫教育）に板橋区立天津わかしお学校、板橋区立第五中学校とともに参加している。
この3校で形成される学びのエリアでは、学年の呼称を従来の小学1年生～小学6年生と中学1年生～中学3年生から1年生～9年生に変更したり、合同のコミュニティ・スクール委員会を開催している。

### GIGAスクール
板橋第四小学校では、GIGAスクールの施策として、令和3年度より在籍する生徒全員にNEC製のChromebookを貸与している。Chromebookへのログインには学校から配布されるQRコードを使用し、板橋区から貸与されるChromebookでのみログインができる。また、生徒が不適切なウェブサイトへアクセスしないよう、フィルタリングを実施している。
導入済みの教材・学習ソフトなど
令和3年9月時点
- Google Workspace for Education：　Google ClassroomやGoogle Driveを使用。
- ミライシード：ドリルパーク、ムーブノート、オクリンクを使用。
- Gmail：教員からのメールのみ受信可能で、生徒からメールを送信することはできない。

導入予定の教材・学習ソフトなど
- デジタル教科書：教員用デジタル教科書は導入済み[9]

## 使用教材
令和5年4月1日時点
凡例：教材名（発行者）
| 国語 | 新しい国語（東京書籍）            | 書写 | 新しい書写（東京書籍） | 社会 | 小学社会（教育出版）                    | 地図 | 楽しく学ぶ 小学生の地図帳（帝国書院） |
| 算数 | たのしい算数（大日本図書）        | 理科 | 新しい理科（東京書籍） | 英語 | JUNIOR TOTAL ENGLISH（学校図書）        | 生活 | 新しい生活（東京書籍）                |
| 音楽 | 小学生の音楽（教育芸術社）        | 図工 | 図画工作（開隆堂出版） | 家庭 | 小学校 わたしたちの家庭科（開隆堂出版） | 保健 | みんなの保健（学研教育みらい）        |
| 道徳 | 小学道徳 生きる力（日本文教出版） |      |                        |      |                                         |      |                                       |

## 給食
学校給食法に基づき、板橋第四小学校では学校における食育の推進を目的に学校教育の一環として取り組まれている。板橋区では自校調理を採用しており、板橋第四小学校でも給食室での調理が行われている。
また、日々の給食はホームページで確認することができる。

### あまつっこ給食
あまつっこ給食とは、板橋区内の小学校と千葉県鴨川市に所在する板橋区立天津わかしお学校との交流給食のことで、板橋第四小学校でも実施されている。

### ストローレス牛乳
板橋第四小学校は、コーシン乳業が発売するストローレス牛乳を採用している。板橋区内の各小学校もストローレス牛乳を採用しており、区内だけで年間3トンのプラスチックごみを削減する効果があるとしている。

## 学級数・在籍者数
データは令和4年5月1日のもの。
|          | 第1学年 | 第2学年 | 第3学年 | 第4学年 | 第5学年 | 第6学年 | 合計 |
| -------- | ------- | ------- | ------- | ------- | ------- | ------- | ---- |
| 学級数   | 3       | 3       | 3       | 3       | 3       | 2       | 17   |
| 在籍者数 | 89      | 80      | 91      | 86      | 86      | 68      | 500  |

## 通学区域
- 板橋区[17]
  - 板橋1丁目・2丁目（39～42番）・3丁目（1～43番）・4丁目、加賀一丁目（1～2番）

通学区域が隣接する板橋区立小学校は板橋区立板橋第一小学校、板橋区立板橋第二小学校、板橋区立金沢小学校が該当し、板橋第四小学校と同じ通学区域をもつ板橋区立中学校は板橋区立第五中学校となる。

## 交通アクセス・周辺環境

### 最寄りバス停
- 国際興業バス「王22」系統で、「板橋四丁目」バス停から東門まで、徒歩約165m・約3分。

### 最寄り鉄道駅
- 都営地下鉄三田線新板橋駅（A3出口）から、徒歩約340m・約6分[20]。
- 東武鉄道東上線下板橋駅（南口）から、徒歩約530m・約9分[21]。
- JR埼京線板橋駅（西口）から、徒歩約780m・約12分。

### 周辺環境
敷地は国道17号（中山道）から少し入ったところに位置する。また、学校の北側は、マンション・アパートなどの住宅地が広がる。
学校周辺施設
- 東京都立北園高等学校 - 敷地が隣接。
- 国道17号
- 首都高中央環状線
- 都営地下鉄三田線 - 学校付近では、国道17号の地下を通る。なお、学校最寄りの駅は、直線距離で約330mほどの新板橋駅となる。
- 彰栄リハビリテーション専門学校 - 国道・首都高の南側に位置する。
- 東京法務局板橋出張所 - 国道・首都高の南側に位置する。